# Eider (entreprise)
Pour les articles homonymes, voir Eider.
Eider est une marque française de vêtements et d'équipements de sport de glisse et de montagne propriété du groupe sud-coréen K2 après une cession de ses actifs par Millet Mountain Group.
La société éponyme a été radiée en 2016.
Elle conçoit et fabrique des produits techniques adaptés aux pratiques du ski, snowboard, montagne, raid nature, et en général aux sports de pleine nature.

## Historique
Elle est fondée en 1962 par Georges Ducruet, dans la commune de Frangy.
Georges Ducruet fit ses classes en tant que tailleur dans des boutiques de vêtements sur mesure à Annecy avant de se mettre à son compte à Frangy, confectionnant alors des tenues de mariages, des vêtements de la vie quotidienne mais aussi des premiers vêtements chauds destinés aux sports d'hiver.
À partir de 1960 les sports d'hiver se développent en Haute-Savoie et Georges Ducruet fonde en 1962 l'entreprise Eider avec l'aide de sa femme Lucile Ducruet (née Goux), se spécialisant dans les anoraks. En 1965, son frère Michel Ducruet rejoint l'entreprise pour l'aider à faire face à la demande croissante.
En 1968, Georges Ducruet décède.
Lucile Ducruet prend la direction de l'entreprise jusqu'en 1988. Sous sa direction et avec l'aide de Michel Ducruet, la marque se développe rapidement et s'implante en Europe.
En 1988, elle est rachetée par la société Edelweiss, du groupe italien Sopaf, propriétaire de la marque K-way,.En 2005, elle ouvre deux boutiques, à Megève et Val-d'Isère.
Elle est rachetée par Lafuma (également propriétaire des marques Millet et Oxbow) en juin 2008,. Elle ferme alors le site d'Éloise, licenciant la moitié de son personnel (47 sur 102) et conservant le site de Chavanod (agglomération d'Annecy).
En 2014, le groupe suisse Calida Holding AG prend le contrôle de Lafuma, en passant sa part dans le capital de 50,6 % à 60 %. Le 8 janvier 2016 la société est absorbée par Millet Mountain Group et radiée du registre du commerce le 15 du même mois.
En janvier 2020, le groupe Millet Mountain Group finalise la vente de la marque Eider au groupe sud-coréen K2. La marque n'est alors plus commercialisée en Europe.
En janvier 2022, un accord de licence est signé entre le groupe K2 et la société Snowleader pour le développement et la commercialisation de produits de la marque Eider pour l'Europe.

## Communication
Son nom fait référence aux canards eiders à duvet, dont les plumes servent de rembourrage pour les vêtements chauds. Les hivers très froids de la fin des années 1950 et du début des années 1960 ont engendrés des migrations en nombre exceptionnel de canards eider autour du lac d'Annecy, ce qui aurait donné l'idée du nom de la marque.

## Partenariats
Eider a été partenaire de nombreux sportifs, alpinistes et explorateurs, parmi lesquels:
- Mike Horn, explorateur sud africain, qui a fait le tour du monde par l'équateur et traversé le pôle nord en hiver
- Jean Troillet, alpiniste suisse ayant gravi plusieurs 8 000 m
- Pierre Tardivel, skieur extrême français
- Patrick Gabarrou, alpiniste français, ayant plus de 250 premières à son palmarès
- Xavier de Le Rue, snowboardeur français deux fois champion du monde de boardercross
- Karine Ruby, championne olympique de snowboard et alpiniste aguerrie
- Julie Pomagalski, championne du monde de snowboard en boardercross en 1999
- Liv Sansoz, championne d'escalade
- Enak Gavaggio, freerider, vainqueur de la coupe du monde de skicross en 2004
- Adrien Duvillard, skieur alpin français ayant participé aux coupes du monde des années 1960